# Дембницький міст (Краків)
Дембницький міст (пол. Most Dębnicki) - міст у Кракові через річку Віслу, що з'єднує Старе Місто та Звежинець (Алеї Трьох Пророків) з Дембниками (вул. Марії Конопницької). Є частиною другої Краківської кільцевої дороги.
З мосту відкривається вид на вигин річки Вісли (Zakole Wisły) і Вавельський пагорб. На північному березі, знаходиться зупинка водного трамвая.

## Історія
В 1887-1888 роках, на місці сучасного моста, було збудовано фермовий міст з трьома прогонами. Основною причиною побудови мосту був залізний об'їзний шлях для товарних ешелонів. Окрім колії, на мості було також обладнано проїзд для нерейкового транспорту та пішохідну стежку.
У 1911 р. Об’їзну залізницю ліквідували, а колію зняли з мосту.
Міст (як і інші мости у Кракові) у січні 1945 року підірвали німецькі війська, що відступали, а його залишки демонтували. Тільки в 1951 році, за проектом Владислава Борусевича, Збігнева Взорека та Стефана Серафіна збудували новий міст, що відновило автомобільний і пішохідний рух через Віслу.
У 1998 році у зв'язку з проведенням  капітального ремонту, міст повністю перекрили. Для того щоб не переривати рух важливою міською артерією, поряд змонтували складний військовий  міст "Лайконік", після завершення ремонтних робіт його демонтували і встановили при побудові Котлярського моста кілька кілометрів вниз по течії.

## Технічні характеристики
Довжина мосту - 157 метрів, ширина - 19 метрів. Підтримується на 2 стовпах. На мості є 2 автомобільні смуги в кожному напрямку, а з боків — тротуари для пішоходів.
Серед краківських мостів через Віслу він відрізняється найнижчим просвітом між водною поверхнею та дном мостової конструкції. Внаслідок цього міст є найбільш загроженим для повеней та крижаних заторів в місті. Під час повені в 2010 р . Рівень води у Віслі був настільки високим, що просвіт між водною поверхнею та доном мосту зник . Таке низьке розташування мосту було продиктоване бажанням якомога менше втручатися в панораму цього місця, що могло б закрити вид на пагорб Вавель з Віслинських бульварів.

## Галерея

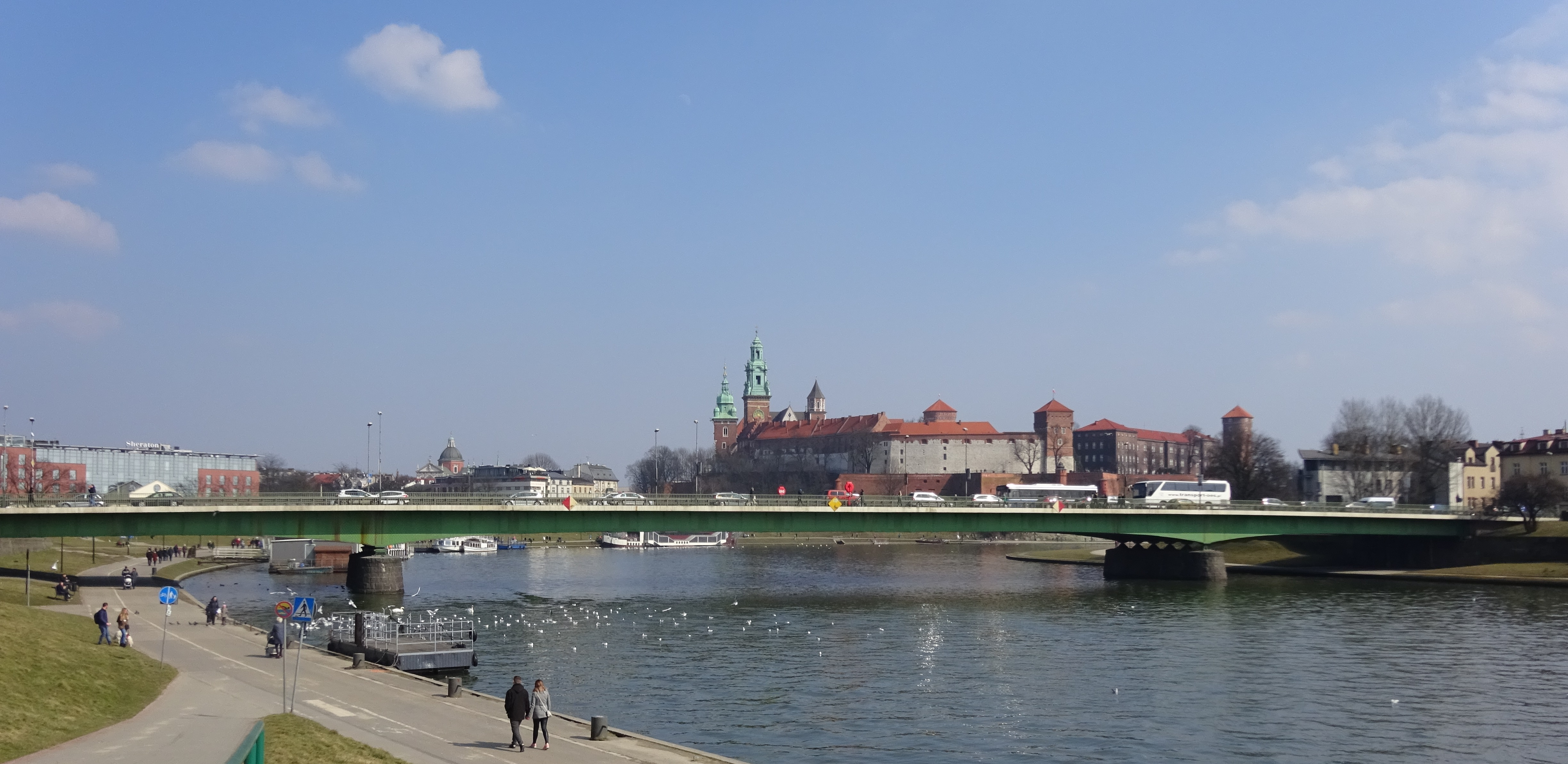
Вид на міст Дембніцьких із заходу, вид на замок Вавель та панораму центру Кракова
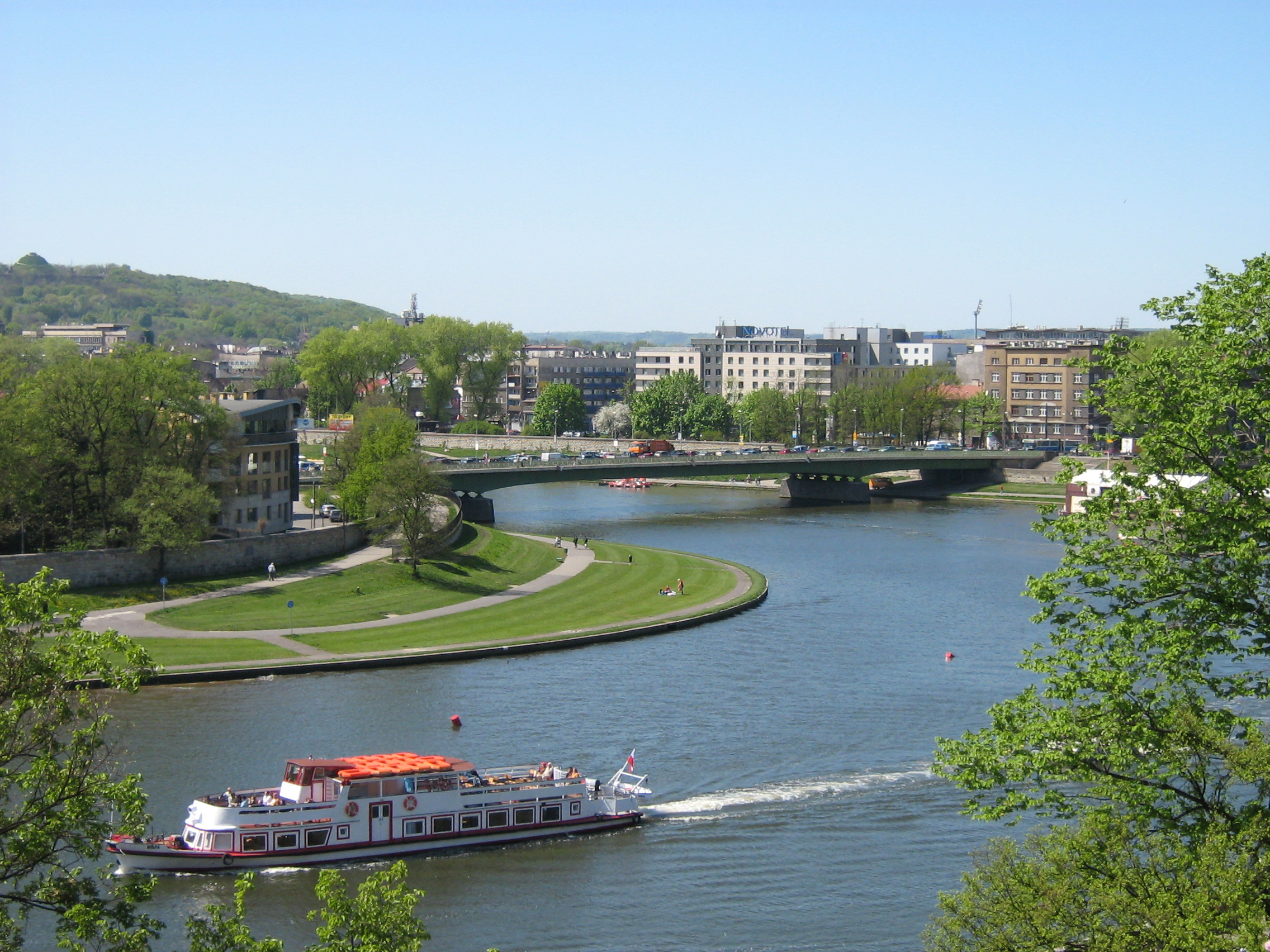
Вид на річку Віслу та Дембницький міст з Вавеля
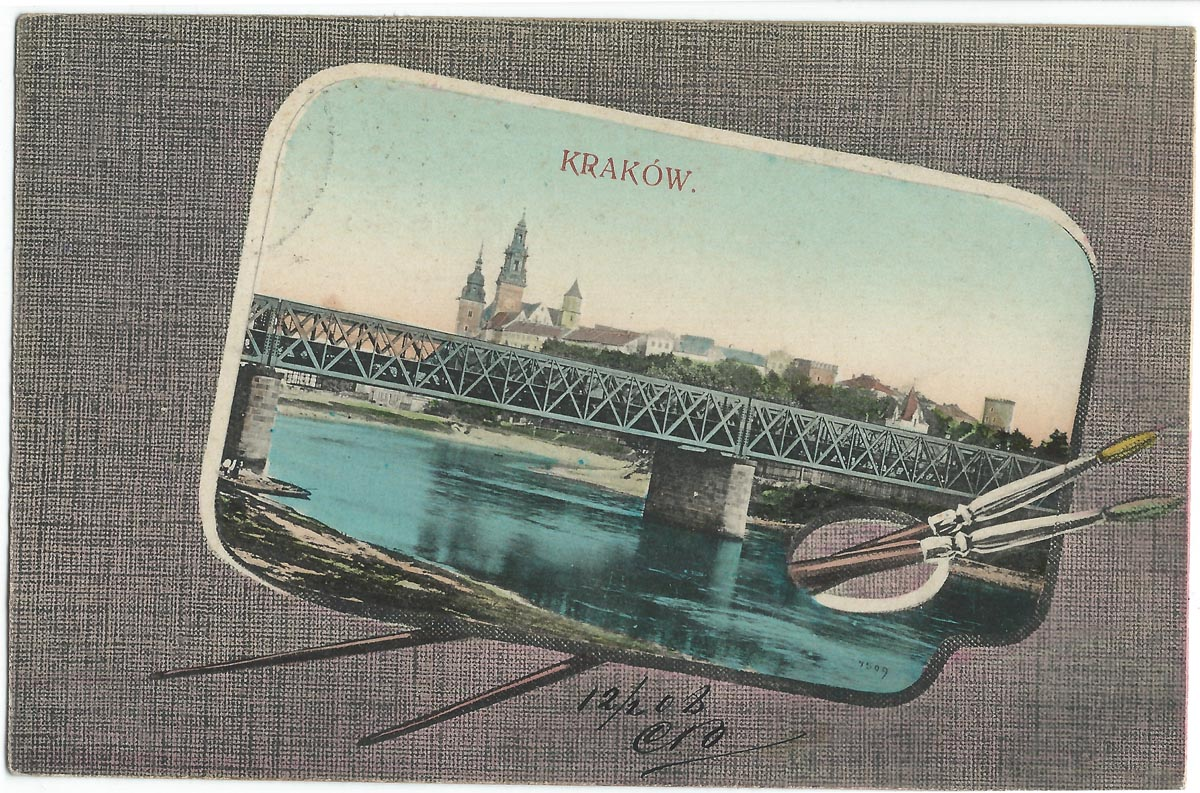
Старий Дембницький міст з видом на Вавель на листівці 1908 року
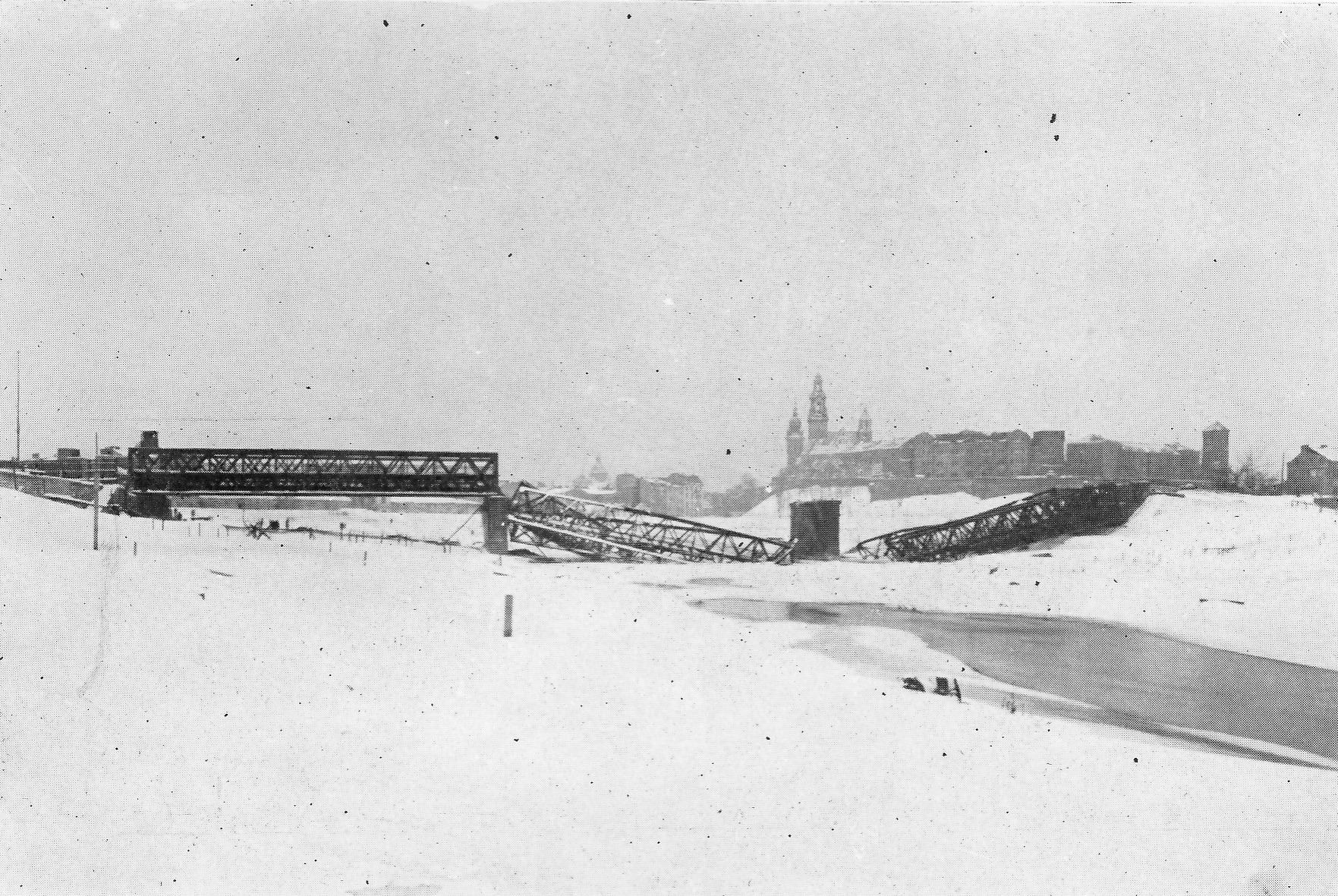
Старий Дембницький міст, підірваний відступаючими німецькими військами, 1945 рік
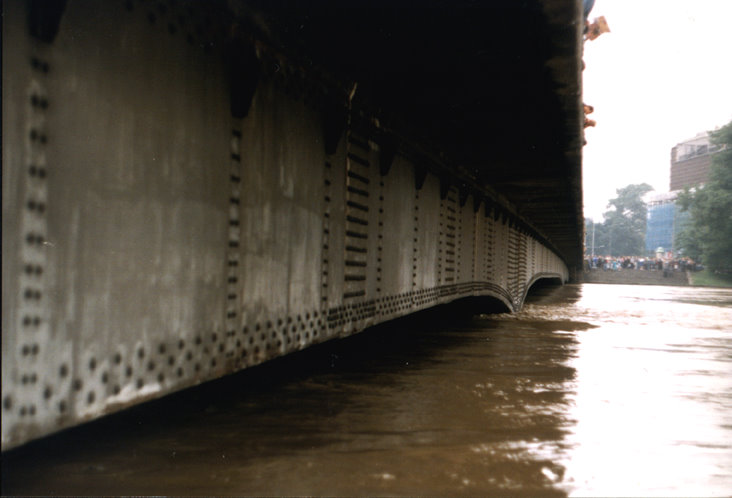
Високий стан річки Вісли на Дембницькому мосту під час повені в липні 1997 року
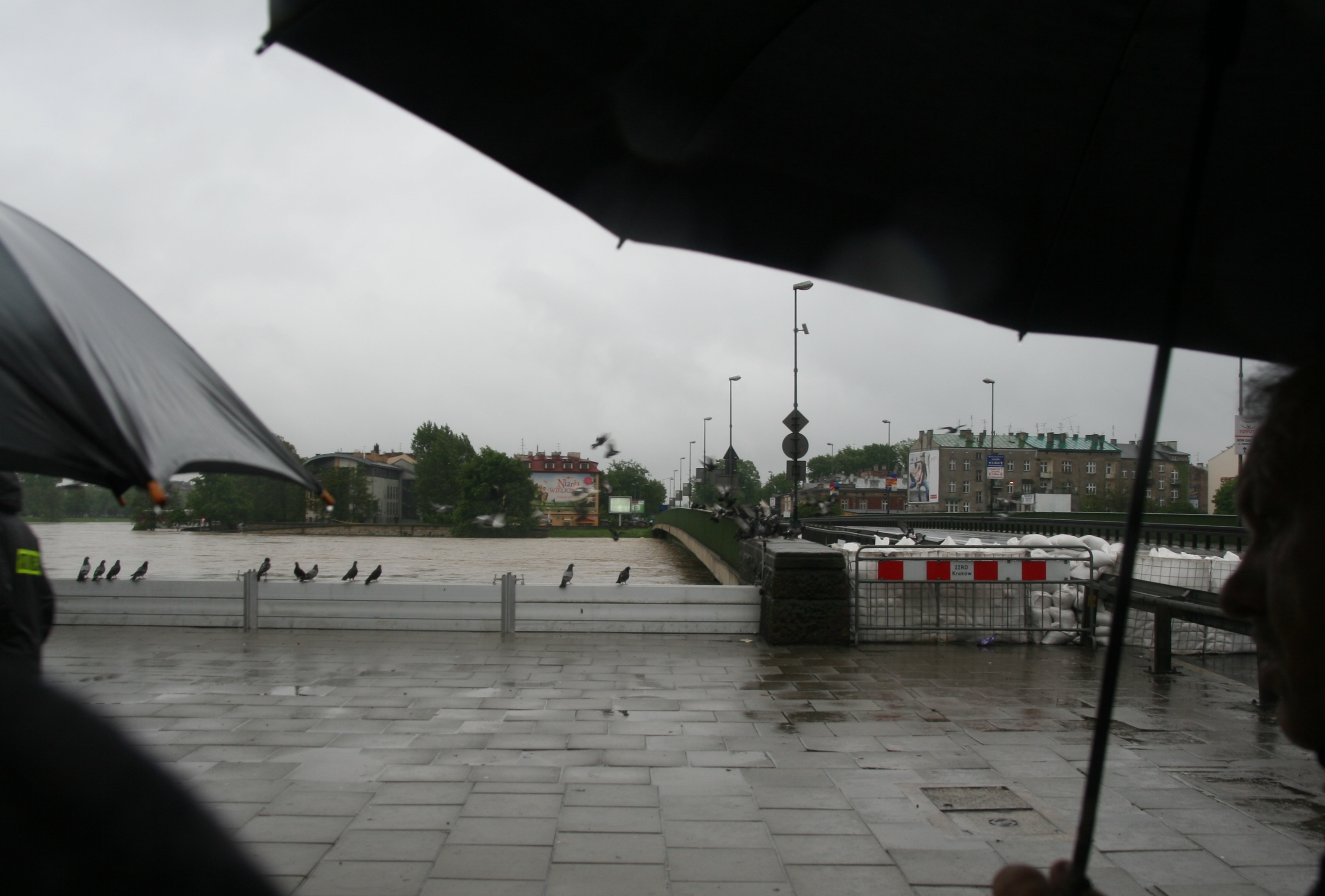
Стан річки Вісли на Дембницькому мості, незадовго до зникнення кліренсу  —  повінь 2010

## Виноски
1. ↑  Wisła zalewa Kraków – miasto sparaliżowane [Архівовано 19 травня 2021 у Wayback Machine.] Rzeczpospolita.